# Dino Prižmić
Dino Prižmić (Spalato, 5 agosto 2005) è un tennista croato.
Ha vinto in singolare alcuni tornei dell'ATP Challenger Tour e i suoi migliori ranking ATP sono stati il 124º posto in singolare raggiunto nell'agosto 2025 e il 1444º in doppio nel gennaio 2023. Non ha mai superato i quarti di finale nel circuito maggiore, mentre nelle prove del Grande Slam ha perso l'unico match disputato agli Australian Open 2024. Nel 2023 ha debuttato nella squadra croata di Coppa Davis.

## Carriera
Prižmić gioca tra il 2018 e il 2023 nel circuito juniores dove vanta un best ranking alla posizione n° 8, raggiunta a gennaio 2023. Nel 2022 ha raggiunto la semifinale dell'Open di Francia juniores perdendo in tre set contro il campione di quell'edizione Gabriel Debru, mentre l'anno successivo si aggiudica il titolo vincendo il primo torneo Slam under 18 sconfiggendo Juan Carlos Prado Ángelo.
Fa le sue prime apparizioni tra i professionisti nel 2021 in tornei ITF e nell'aprile 2022 disputa la prima finale ITF al torneo di Ragusa, persa contro Gergely Madarász in due set. Nello stesso anno esordisce nel circuito ATP con una wild card a Umago e si ritira nel match di primo turno. A ottobre vince il primo titolo ITF in carriera.
Con il suo quinto titolo ITF a Parenzo, diventa il miglior giocatore under 18 del mondo portandosi al 381º posto del ranking mondiale il 20 marzo 2023. Ad aprile si qualifica per lo Srpska Open a Banja Luka e perde al primo turno contro Richard Gasquet. Nel prosieguo dell'anno vince il primo titolo Challenger in carriera a Banja Luka con il successo in finale su Coppejans con il punteggio di 6-2, 6-3, risultato con cui entra nella top 200 mondiale. A settembre fa il suo esordio in Coppa Davis con due sconfitte in singolare nella fase a gruppi delle finali 2023. A fine stagione sconfigge il top 30 Jiri Lehecka allo Stockholm Open, esce di scena al secondo turno e porta il miglior ranking al 155º posto.
Supera per la prima volta le qualificazioni in una prova del Grande Slam agli Australian Open 2024, ed esce al primo turno dopo aver strappato il primo set a Novak Djokovic. Nel prosieguo della stagione subisce diversi infortuni, in particolare quello al polso, per il quale deve rinunciare a diversi tornei. Raggiunge comunque due semifinali Challenger e non supera le qualificazioni negli altri tre tornei del Grande Slam. A maggio esce dalla top 200 e a ottobre scende alla 380ª posizione.
Nonostante la precaria classifica, viene schierato nella qualificazione di Coppa Davis 2025 e si aggiudica un singolare nella sfida vinta contro la Slovacchia. Torna a vincere un torneo dopo quasi due anni allo Zagreb Open, nella cui finale Luca Van Assche si ritira nel secondo set dopo aver perso il primo. Viene invece sconfitto in finale al Milano ATP Challenger da Marco Cecchinato e al Challenger 125 del San Marino Open da Lukáš Klein e porta il miglior ranking alla 143ª posizione. Continua a migliorare il ranking raggiungendo i quarti di finale all'ATP 250 del Croatia Open Umag. Perde poi la finale al Challenger 75 del Kozerki Open contro Kamil Majchrzak e sale alla 124ª posizione mondiale.

## Statistiche

### Tornei minori

#### Singolare

##### Vittorie (8)
| Legenda tornei minori |
| Challenger (2)        |
| ITF (5)               |

| N. | Data             | Torneo                            | Superficie  | Avversario in finale        | Punteggio         |
| 1. | 23 ottobre 2022  | Grecia M15, Candia                | Cemento     | Mario González Fernández    | 6-2, 6-1          |
| 2. | 4 dicembre 2022  | Tunisia M15, Monastir             | Cemento     | Alessio Gautier             | 7-6(4) , 3-6, 6-3 |
| 3. | 11 dicembre 2022 | Tunisia M15, Monastir             | Cemento     | Constantin Bittoun Kouzmine | 6-2, 7-5          |
| 4. | 18 dicembre 2022 | Tunisia M15, Monastir             | Cemento     | Onni Kumar                  | 6-3, 7-5          |
| 5. | 12 marzo 2023    | Croazia M15, Parenzo              | Terra rossa | Mirko Martinez              | 6-3, 6-2          |
| 6. | 13 agosto 2023   | Banja Luka Challenger, Banja Luka | Terra rossa | Kimmer Coppejans            | 6-2, 6-3          |
| 7. | 17 maggio 2025   | Zagreb Open                       | Terra rossa | Luca Van Assche             | 6-2, 0-0, rit.    |

##### Finali perse (4)
| Legenda tornei minori |
| Challenger (3)        |
| ITF (1)               |

| N. | Data           | Torneo                            | Superficie  | Avversario in finale | Punteggio   |
| 1. | 10 aprile 2022 | Croazia M15, Ragusa               | Terra rossa | Gergely Madarász     | 2-6, 0-6    |
| 2. | 28 giugno 2025 | Milano ATP Challenger, Milano     | Terra rossa | Marco Cecchinato     | 2-6, 3-6    |
| 3. | 20 luglio 2025 | San Marino Open, San Marino       | Terra rossa | Lukáš Klein          | 5-7, 6(3)-7 |
| 4. | 10 agosto 2025 | Kozerki Open, Grodzisk Mazowiecki | Cemento     | Kamil Majchrzak      | 4-6, 3-6    |

### Tornei del Grande Slam Junior

#### Vittorie (1)
| Tornei del Grande Slam  |
| ----------------------- |
| Australian Open (0)     |
| Open di Francia (1)     |
| Torneo di Wimbledon (0) |
| US Open (0)             |

| N. | Data           | Torneo                  | Superficie  | Avversario in finale     | Punteggio |
| 1. | 10 giugno 2023 | Open di Francia, Parigi | Terra rossa | Juan Carlos Prado Ángelo | 6-1, 6-4  |